# 잇 컴스 앳 나이트
《잇 컴스 앳 나이트》(영어: It Comes at Night)는 2017년 6월 개봉한 미국의 심리, 공포 영화이다. 트레이 에드워드 슐츠가 감독과 각본을 맡았다.

## 줄거리
전염병이 행성을 휩쓸고 있다. 폴과 사라 부부, 그리고 십대 아들 트래비스는 알려지지 않은 숲 속 깊은 곳에 있는 집에 은둔해 있다. 사라의 아버지 버드가 병에 걸리자 그들은 그를 죽이고 시체를 불태운다.
그날 밤, 그들은 침입자를 붙잡는다. 폴은 그를 나무에 묶고 머리에 가방을 씌운 다음, 밤새도록 그곳에 두어 그가 병에 걸리지 않았음을 확인한다. 낯선 사람 윌은 아내와 어린 아들을 위해 신선한 물을 찾고 있었다고 설명한다. 윌은 물과 맞바꿀 음식을 제공한다. 사라는 더 많은 사람이 있으면 자신을 방어하기 더 쉬울 것이라고 추론하며 낯선 사람들을 데려오자고 제안한다. 폴은 마지못해 동의하고, 윌을 데리고 그의 가족을 데리러 간다. 도중에 그들은 두 남자에게 매복 공격을 당한다. 폴은 윌이 자신을 함정에 빠뜨렸다고 비난하며 그들을 죽인다. 윌은 폴의 불신을 달래준다.
폴은 윌과 그의 아내 킴, 아들 앤드루와 함께 돌아온다. 폴이나 사라가 목에 걸고 다니는 열쇠로 유일한 출입구를 잠그는 것을 포함한 규칙을 정한 후, 두 가족은 정상적인 감각을 확립하고 더 가까워진다.
어느 날, 트래비스의 개 스탠리가 보이지 않는 존재에게 공격적으로 짖기 시작하고 숲 속으로 쫓아간다. 스탠리를 따라간 트래비스는 숲 속에서 무언가를 들었다고 주장한다. 그날 밤, 윌은 이전에 폴에게 했던 이야기와 모순되는 것처럼 보이고, 이는 폴의 윌에 대한 불신을 증가시킨다.
그날 저녁, 트래비스는 버드의 옛 방 바닥에서 악몽에 시달리며 잠든 앤드루를 발견한다. 그는 또한 집의 현관문이 열려 있는 것을 발견한다. 가족들은 조사하여 바닥에서 피를 흘리고 심하게 아픈 스탠리를 발견한다. 그들은 개를 죽이고 불태운다. 트래비스가 문이 열려 있었다고 밝히자, 사라는 몽유병 환자인 앤드루가 문을 열었다고 제안하며 더 많은 불신을 초래한다. 폴은 앤드루가 감염되었다고 의심하고, 아무도 아프지 않음을 확인하기 위해 각자의 방에서 격리해야 한다고 결정한다. 그날 저녁, 트래비스는 할아버지에 대한 악몽으로 잠에서 깬다.
다음날 아침, 트래비스는 앤드루가 끊임없이 우는 소리를 듣는다. 킴은 윌에게 떠나야 한다고 말한다. 트래비스는 부모님에게 자신도 감염되었을 수 있다고 알린다. 폴과 사라는 보호 마스크와 장갑을 착용하고 무기를 들고 킴과 윌과 대치한다. 윌은 총을 뽑아 폴을 인질로 잡는다. 그는 자신의 가족은 건강하다고 주장하며, 앤드루에게 계속 눈을 감으라고 반복해서 말하고 폴에게 마스크를 벗으라고 명령한다. 윌은 떠날 수 있도록 폴에게 음식과 물을 "공정한 몫"으로 달라고 요구한다. 사라와 폴은 윌을 제압하고 그와 그의 가족을 밖으로 내보낸다. 윌은 폴을 때려죽이려 하지만 사라가 윌을 쏘아 죽인다. 킴은 앤드루와 함께 숲 속으로 도망친다. 폴은 그들에게 총을 쏴 앤드루를 죽이고, 이어서 킴을 죽인다.
나중에 트래비스는 눈에 띄게 아픈 상태로 침대에서 깨어난다. 그의 어머니는 그가 죽어갈 때 그를 위로한다. 이제 눈에 띄게 감염된 폴과 사라는 식탁에 말없이 앉아 있다. 그들은 산산조각 나고 황폐해진 표정을 공유한다.

## 출연

### 주연
- 조엘 에저튼
- 크리스토퍼 애봇
- 라일리 코프

### 조연
- 카르멘 에조고
- 켈빈 해리슨 주니어
- 데이비드 펜들톤
- 그리핀 로버트 포크너

## 기타
- 협력프로듀서: 체이스 졸리엣
- 음향편집: 크리스 펜스케
- 음향편집: 로버트 헤인
- 사운드슈퍼바이저: 다미앙 볼프
- 미술: 카렌 머피
- 세트: 샐리 레비
- 의상: 메건 카스펄릭
- 배역: 에이비 코프먼